# Граф, Кэрри
Кэрри Энн Граф (англ. Carrie Ann Graf; род. 23 июня 1967 года в Мельбурне, Виктория, Австралия) — австралийская профессиональная баскетболистка, которая выступала в женской национальной баскетбольной лиге. Шестикратная чемпионка женской НБЛ (1983, 1984, 1986—1989). После окончания спортивной карьеры возглавила тренерский штаб команды «Сидней Флэймз», которую привела к чемпионству уже в дебютном сезоне. Затем она руководила командой «Канберра Кэпиталз», с которой выиграла ещё шесть чемпионских титулов. Дважды признавалась лучшим тренером женской НБЛ (2007, 2008).
В 2008 году возглавила национальную сборную Австралии, с которой завоевала бронзовые медали Олимпийских игр 2012 года в Лондоне, а также заняла пятое место на чемпионате мира 2010 года в Чехии.

## Ранние годы
Кэрри Граф родилась 23 июня 1967 года в городе Мельбурн (штат Виктория).